# Memories (film 1912)
Memories è un film muto del 1912  diretto da Leopold Wharton e prodotto dalla Pathé Frères. Era interpretato da Charles Arling.

## Produzione
Il film fu prodotto dalla Pathé Frères

## Distribuzione
Distribuito dalla General Film Company, uscì in sala il 3 agosto 1912.